# Love Bites (álbum)
Love Bites es el segundo álbum de estudio de la banda británica de punk rock Buzzcocks, publicado el 22 de septiembre de 1978 a través de United Artists Records. Llegó al puesto número 13 de la lista británica de ventas.

## Lista de canciones
| "LOVE BITES" |                                                       |                                                      |          |  |
| N.º          | Título                                                | Escritor(es)                                         | Duración |  |
| 1.           | «Real World»                                          | Pete Shelley                                         | 3:29     |  |
| 2.           | «Ever Fallen in Love (With Someone You Shouldn't've)» | Pete Shelley                                         | 2:40     |  |
| 3.           | «Operator's Manual»                                   | Pete Shelley                                         | 3:30     |  |
| 4.           | «Nostalgia»                                           | Pete Shelley                                         | 2:51     |  |
| 5.           | «Just Lust»                                           | Pete Shelley, Alan Dial                              | 2:57     |  |
| 6.           | «Sixteen Again»                                       | Pete Shelley                                         | 3:14     |  |
| 7.           | «Walking Distance»                                    | Steve Garvey                                         | 1:58     |  |
| 8.           | «Love Is Lies»                                        | Steve Diggle                                         | 3:10     |  |
| 9.           | «Nothing Left»                                        | Pete Shelley                                         | 4:23     |  |
| 10.          | «E. S. P.»                                            | Pete Shelley                                         | 4:39     |  |
| 11.          | «Late for the Train»                                  | Pete Shelley, Steve Diggle, John Maher, Steve Garvey | 5:51     |  |

| Re-issue bonus tracks:"TWICE BITTEN" |                 |                            |          |  |
| N.º                                  | Título          | Escritor(es)               | Duración |  |
| 12.                                  | «Love You More» | Pete Shelley               | 1:51     |  |
| 13.                                  | «Noise Annoys»  | Pete Shelley               | 2:52     |  |
| 14.                                  | «Promises»      | Pete Shelley, Steve Diggle | 2:36     |  |
| 15.                                  | «Lipstick»      | Pete Shelley, Steve Diggle | 2:38     |  |

## Personal
- Pete Shelley – guitarra líder, voz (excepto 8)
- Steve Diggle – guitarra rítmica, guitarra acústica, coros y voz principal en 8
- Steve Garvey – bajo
- John Maher – batería